# Salvia yangii
Salvia yangii (anteriormente Perovskia atriplicifolia), comúnmente conocida como salvia rusa, es una planta perenne perteneciente a la familia de las lamiáceas. Aunque no era miembro del género Salvia, grupo taxonómico con el mismo nombre común, desde 2017 se ha incluido dentro de este. Pese a su nombre común, no es nativa de Rusia. De hábito erguido y leñoso, la planta alcanza unos 0.5-1.2 m de altura. Su tallo rectangular y hojas verdes grisáceas producen un olor peculiar al estrujarlas. La temporada de floración se extiende desde mediados de verano a octubre boreales, con flores azules a violetas dispuestas en panículas vistosas y ramificadas.
Originaria de las estepas y colinas del sudoeste y centro de Asia, en el siglo XIX el general ruso Vasili Perovski la introdujo en Europa. La planta es muy cultivada por su adaptabilidad a diferentes condiciones de clima y suelo. Se han desarrollado distintos cultivares, que difieren principalmente en la forma de las hojas y la altura de la planta; «Blue Spire» es el más común y utilizado en jardines y arquitectura del paisaje. En Estados Unidos, la salvia rusa fue seleccionada como Planta del Año 1995 por la Perennial Plant Association, mientras en 1993 el cultivar «Blue Spire» recibió el Galardón al Mérito en Jardinería de la Real Sociedad de Horticultura del Reino Unido.
La especie es muy empleada en la medicina tradicional asiática, debido a propiedades terapéuticas atribuidas, lo que ha llevado a la investigación de su fitoquímica. Las flores se pueden añadir a ensaladas o triturar para extraer pigmentos. También, la planta se puede usar en la fitorremediación de suelos contaminados.

## Descripción

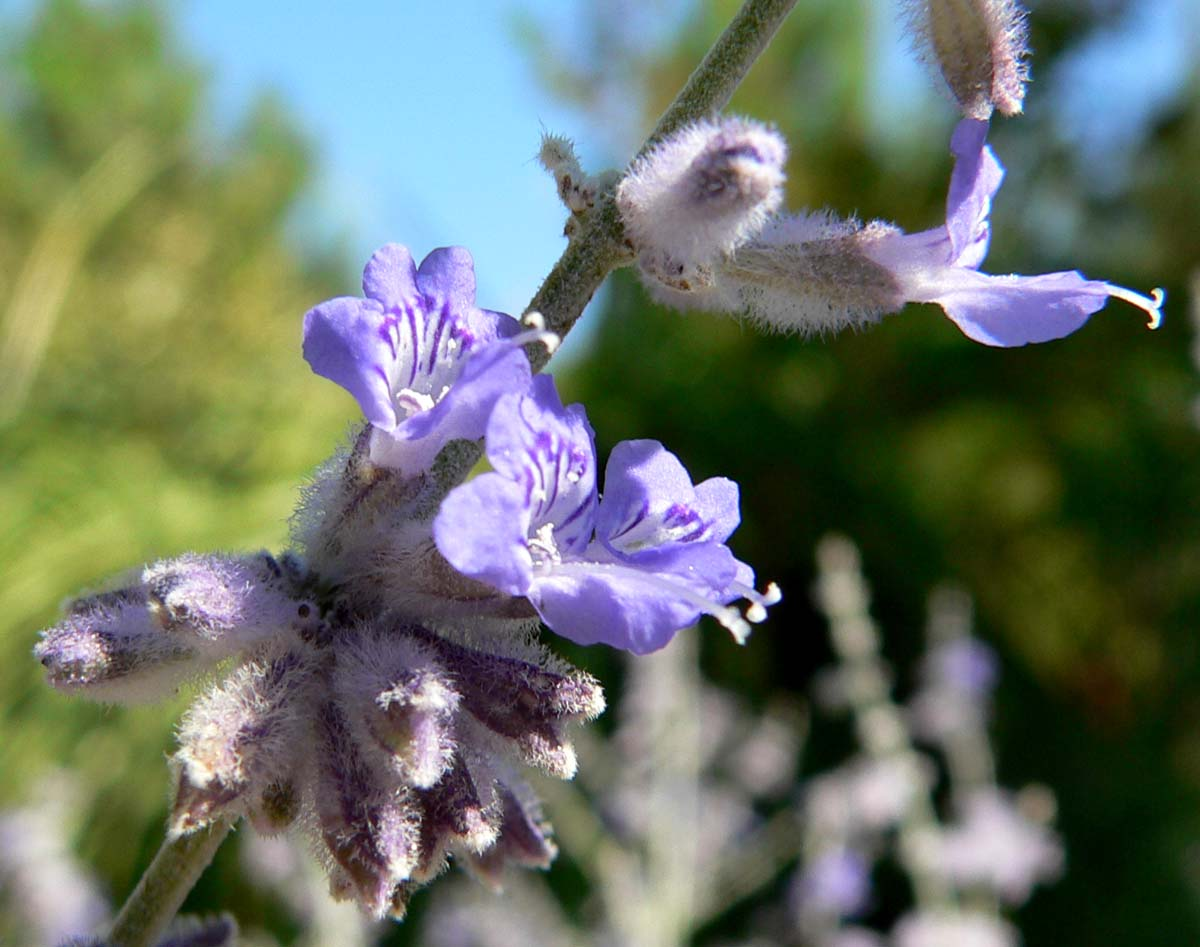
Flores exhibiendo el cáliz cubierto de vellos, corola en forma de tubo y estigmas exertos.

Salvia yangii es un subarbusto perenne caducifolio y el hábito o aspecto general es herbáceo.
A simple vista parece una versión de mayor tamaño de la lavanda. Durante el crecimiento, surgen múltiples ramas de un rizoma compartido y crece a una altura promedio de 0.5 a 1.2 m, pero en ocasiones llega a 1.5 m. La planta madura ocupa una extensión de 0.6 a 1.2 m. En un corte transversal, los tallos rígidos se observan cuadrados o rectángulos y cubiertos por un indumento de tricomas estrelladas (en forma de estrella) y gotitas de aceite. Estos pelos dan al tallo un aspecto plateado, en especial durante el otoño boreal.

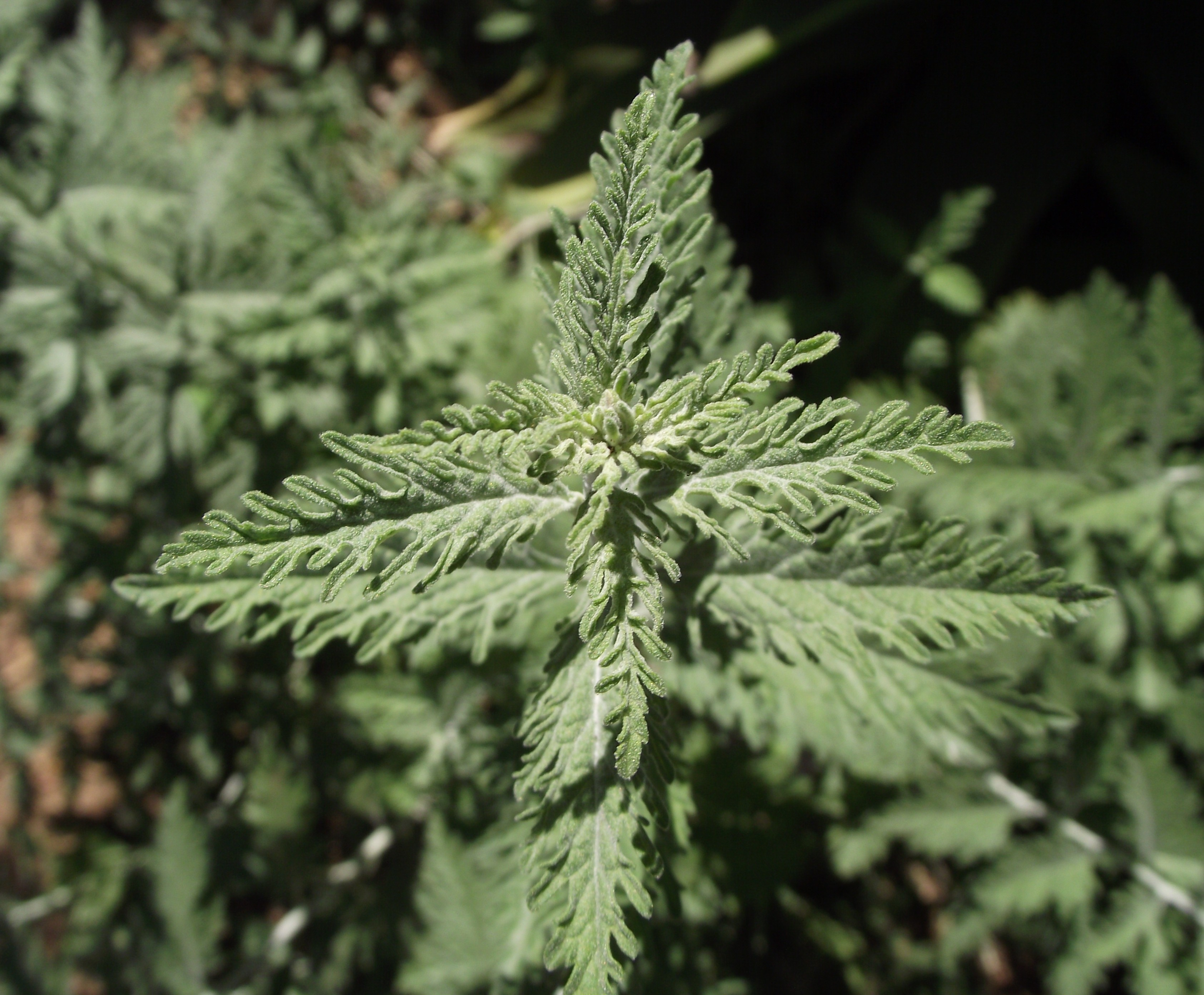
Detalle de las hojas.

Las hojas tienen un tono verde grisáceo, están dispuestas en pares opuestos y unidas a los tallos por un corto pecíolo, así mismo, producen un olor peculiar al estrujarlas. Normalmente, tienen de 3 a 5 cm de longitud y 0.8-2 cm de ancho, aunque son más estrechas en algunas poblaciones. La hoja puede ser achatada (de una forma redondeada y alargada con un ancho menor) o lanceolada (similar a la punta de una lanza). Son pinnatipartidas y el borde de cada hoja tiene un corte profundo que puede ser ondulado o dentado, aunque en una población de S. yangii puede existir una variación considerable en estos detalles. Las hojas cercanas a la parte superior de las ramas pueden unirse en brácteas. El follaje es aromático, en especial cuando se estruja, con una fragancia similar a la salvia, una mezcla de salvia y lavanda o como la trementina.
La temporada de floración puede empezar en junio y terminar en octubre boreales, aunque las poblaciones en algunas zonas, como en China, pueden florecer en un período mucho más corto. La inflorescencia consiste en una panícula llamativa de 30-38 cm de longitud y con muchas ramas; están en racimo, con las flores individuales dispuestas en pares llamados verticilastros. El cáliz es púrpura, densamente cubierto de vellos blancos o morados y con 4 mm de longitud. La corola tiene forma de tubo, consiste en un labio superior de cuatro lóbulos y uno inferior ligeramente más corto; los pétalos son azules o violetas azulados y miden cerca de 1 cm de longitud, dispuestas en panículas vistosas y ramificadas. El estigma tiene una forma casi exerta (decir que se extiende más allá de la corola) y está dentro de la flor; en todos los especímenes cultivados se observan estigmas exertas. Neil Soderstrom indica que desde lejos la apariencia de las flores parece «una fina bruma o niebla». Las frutos se desarrollan alrededor de un mes después de la floración y consisten en núculas ovales de color marrón oscuro y de unos 2 x 1 mm.

## Taxonomía
En 1848 la especie fue descrita por George Bentham con el nombre de Perovskia atriplicifolia en una publicación de Prodromus systematis naturalis regni vegetabilis, con base a un espécimen recolectado por William Griffith en Afganistán, que actualmente se conserva el holotipo en el herbario del Real Jardín Botánico de Kew. Pese a su nombre común «salvia rusa», la especie no es nativa de Rusia, sino que es originaria del suroeste y centro de Asia, desde Afganistán hasta el Tíbet.
En 1987, Yang Changyou y Wang Bin describieron una población recolectada en el condado autónomo tayiko de Tashkurgán en la prefectura de Kasgar (Sinkiang, China) como una especie distinta (Perovskia pamirica) en el Bulletin of Botanical Research, Harbin, pero en 1994 se consideró sinónimo de P. atriplicifolia. En 2017 fue reclasificada con el nombre de Salvia yangii por Bryan T. Drew en un artículo de Taxon, debido a que las combinaciones Salvia atriplicifolia y Salvia pamirica ya habían sido ocupadas por taxones distintos. El nuevo epíteto específico, yangii, hace referencia al botánico chino Yang Changyou, uno de los autores de la descripción de P. pamirica.

### Filogenética
|  | Salvia (otros miembros del clado I) |
|  |                                     |

|  | S. lyrata      |
|  |                |
|  | S. officinalis |
|  |                |

|  | Salvia (otros miembros del clado I) |
|  |                                     |

|  | S. lyrata      |
|  |                |
|  | S. officinalis |
|  |                |

|  | S. taraxacifolia |
|  |                  |
|  | S. verticillata  |
|  |                  |

|  | Salvia (otros miembros del clado I) |
|  |                                     |

|  | S. lyrata      |
|  |                |
|  | S. officinalis |
|  |                |

|  | Salvia (otros miembros del clado I) |
|  |                                     |

|  | S. lyrata      |
|  |                |
|  | S. officinalis |
|  |                |

|  | S. taraxacifolia |
|  |                  |
|  | S. verticillata  |
|  |                  |

|  | \| \| Salvia abrotanoides (← P. abrotanoides) \| \| \| \| \| \| S. yangii (← P. atriplicifolia) \| \| \| \| |
|  | |
|  | Salvia rosmarinus (← Rosmarinus officinalis)                                                                |
|  | |
|  | Salvia abrotanoides (← P. abrotanoides)                                                                     |
|  | |
|  | S. yangii (← P. atriplicifolia)                                                                             |
|  | |

|  | Salvia abrotanoides (← P. abrotanoides) |
|  |                                         |
|  | S. yangii (← P. atriplicifolia)         |
|  |                                         |

|  | Salvia (otros miembros del clado I) |
|  |                                     |

|  | S. lyrata      |
|  |                |
|  | S. officinalis |
|  |                |

|  | Salvia (otros miembros del clado I) |
|  |                                     |

|  | S. lyrata      |
|  |                |
|  | S. officinalis |
|  |                |

|  | S. taraxacifolia |
|  |                  |
|  | S. verticillata  |
|  |                  |

|  | Salvia (otros miembros del clado I) |
|  |                                     |

|  | S. lyrata      |
|  |                |
|  | S. officinalis |
|  |                |

|  | Salvia (otros miembros del clado I) |
|  |                                     |

|  | S. lyrata      |
|  |                |
|  | S. officinalis |
|  |                |

|  | S. taraxacifolia |
|  |                  |
|  | S. verticillata  |
|  |                  |

|  | \| \| Salvia abrotanoides (← P. abrotanoides) \| \| \| \| \| \| S. yangii (← P. atriplicifolia) \| \| \| \| |
|  | |
|  | Salvia rosmarinus (← Rosmarinus officinalis)                                                                |
|  | |
|  | Salvia abrotanoides (← P. abrotanoides)                                                                     |
|  | |
|  | S. yangii (← P. atriplicifolia)                                                                             |
|  | |

|  | Salvia abrotanoides (← P. abrotanoides) |
|  |                                         |
|  | S. yangii (← P. atriplicifolia)         |
|  |                                         |

|  | Salvia (otros miembros del clado I) |
|  |                                     |

|  | S. lyrata      |
|  |                |
|  | S. officinalis |
|  |                |

|  | Salvia (otros miembros del clado I) |
|  |                                     |

|  | S. lyrata      |
|  |                |
|  | S. officinalis |
|  |                |

|  | S. taraxacifolia |
|  |                  |
|  | S. verticillata  |
|  |                  |

|  | Salvia (otros miembros del clado I) |
|  |                                     |

|  | S. lyrata      |
|  |                |
|  | S. officinalis |
|  |                |

|  | Salvia (otros miembros del clado I) |
|  |                                     |

|  | S. lyrata      |
|  |                |
|  | S. officinalis |
|  |                |

|  | S. taraxacifolia |
|  |                  |
|  | S. verticillata  |
|  |                  |

|  | \| \| Salvia abrotanoides (← P. abrotanoides) \| \| \| \| \| \| S. yangii (← P. atriplicifolia) \| \| \| \| |
|  | |
|  | Salvia rosmarinus (← Rosmarinus officinalis)                                                                |
|  | |
|  | Salvia abrotanoides (← P. abrotanoides)                                                                     |
|  | |
|  | S. yangii (← P. atriplicifolia)                                                                             |
|  | |

|  | Salvia abrotanoides (← P. abrotanoides) |
|  |                                         |
|  | S. yangii (← P. atriplicifolia)         |
|  |                                         |

|  | Salvia (otros miembros del clado I) |
|  |                                     |

|  | S. lyrata      |
|  |                |
|  | S. officinalis |
|  |                |

|  | Salvia (otros miembros del clado I) |
|  |                                     |

|  | S. lyrata      |
|  |                |
|  | S. officinalis |
|  |                |

|  | S. taraxacifolia |
|  |                  |
|  | S. verticillata  |
|  |                  |

|  | Salvia (otros miembros del clado I) |
|  |                                     |

|  | S. lyrata      |
|  |                |
|  | S. officinalis |
|  |                |

|  | Salvia (otros miembros del clado I) |
|  |                                     |

|  | S. lyrata      |
|  |                |
|  | S. officinalis |
|  |                |

|  | S. taraxacifolia |
|  |                  |
|  | S. verticillata  |
|  |                  |

|  | \| \| Salvia abrotanoides (← P. abrotanoides) \| \| \| \| \| \| S. yangii (← P. atriplicifolia) \| \| \| \| |
|  | |
|  | Salvia rosmarinus (← Rosmarinus officinalis)                                                                |
|  | |
|  | Salvia abrotanoides (← P. abrotanoides)                                                                     |
|  | |
|  | S. yangii (← P. atriplicifolia)                                                                             |
|  | |

|  | Salvia abrotanoides (← P. abrotanoides) |
|  |                                         |
|  | S. yangii (← P. atriplicifolia)         |
|  |                                         |

|  | Salvia (otros miembros del clado I) |
|  |                                     |

|  | S. lyrata      |
|  |                |
|  | S. officinalis |
|  |                |

|  | Salvia (otros miembros del clado I) |
|  |                                     |

|  | S. lyrata      |
|  |                |
|  | S. officinalis |
|  |                |

|  | S. taraxacifolia |
|  |                  |
|  | S. verticillata  |
|  |                  |

|  | Salvia (otros miembros del clado I) |
|  |                                     |

|  | S. lyrata      |
|  |                |
|  | S. officinalis |
|  |                |

|  | Salvia (otros miembros del clado I) |
|  |                                     |

|  | S. lyrata      |
|  |                |
|  | S. officinalis |
|  |                |

|  | S. taraxacifolia |
|  |                  |
|  | S. verticillata  |
|  |                  |

|  | \| \| Salvia abrotanoides (← P. abrotanoides) \| \| \| \| \| \| S. yangii (← P. atriplicifolia) \| \| \| \| |
|  | |
|  | Salvia rosmarinus (← Rosmarinus officinalis)                                                                |
|  | |
|  | Salvia abrotanoides (← P. abrotanoides)                                                                     |
|  | |
|  | S. yangii (← P. atriplicifolia)                                                                             |
|  | |

|  | Salvia abrotanoides (← P. abrotanoides) |
|  |                                         |
|  | S. yangii (← P. atriplicifolia)         |
|  |                                         |

|  | Salvia (otros miembros del clado I) |
|  |                                     |

|  | S. lyrata      |
|  |                |
|  | S. officinalis |
|  |                |

|  | Salvia (otros miembros del clado I) |
|  |                                     |

|  | S. lyrata      |
|  |                |
|  | S. officinalis |
|  |                |

|  | S. taraxacifolia |
|  |                  |
|  | S. verticillata  |
|  |                  |

|  | Salvia (otros miembros del clado I) |
|  |                                     |

|  | S. lyrata      |
|  |                |
|  | S. officinalis |
|  |                |

|  | Salvia (otros miembros del clado I) |
|  |                                     |

|  | S. lyrata      |
|  |                |
|  | S. officinalis |
|  |                |

|  | S. taraxacifolia |
|  |                  |
|  | S. verticillata  |
|  |                  |

|  | \| \| Salvia abrotanoides (← P. abrotanoides) \| \| \| \| \| \| S. yangii (← P. atriplicifolia) \| \| \| \| |
|  | |
|  | Salvia rosmarinus (← Rosmarinus officinalis)                                                                |
|  | |
|  | Salvia abrotanoides (← P. abrotanoides)                                                                     |
|  | |
|  | S. yangii (← P. atriplicifolia)                                                                             |
|  | |

|  | Salvia abrotanoides (← P. abrotanoides) |
|  |                                         |
|  | S. yangii (← P. atriplicifolia)         |
|  |                                         |

|  | Salvia (otros miembros del clado I) |
|  |                                     |

|  | S. lyrata      |
|  |                |
|  | S. officinalis |
|  |                |

|  | Salvia (otros miembros del clado I) |
|  |                                     |

|  | S. lyrata      |
|  |                |
|  | S. officinalis |
|  |                |

|  | S. taraxacifolia |
|  |                  |
|  | S. verticillata  |
|  |                  |

|  | Salvia (otros miembros del clado I) |
|  |                                     |

|  | S. lyrata      |
|  |                |
|  | S. officinalis |
|  |                |

|  | Salvia (otros miembros del clado I) |
|  |                                     |

|  | S. lyrata      |
|  |                |
|  | S. officinalis |
|  |                |

|  | S. taraxacifolia |
|  |                  |
|  | S. verticillata  |
|  |                  |

|  | \| \| Salvia abrotanoides (← P. abrotanoides) \| \| \| \| \| \| S. yangii (← P. atriplicifolia) \| \| \| \| |
|  | |
|  | Salvia rosmarinus (← Rosmarinus officinalis)                                                                |
|  | |
|  | Salvia abrotanoides (← P. abrotanoides)                                                                     |
|  | |
|  | S. yangii (← P. atriplicifolia)                                                                             |
|  | |

|  | Salvia abrotanoides (← P. abrotanoides) |
|  |                                         |
|  | S. yangii (← P. atriplicifolia)         |
|  |                                         |

|  | Salvia (otros miembros del clado I) |
|  |                                     |

|  | S. lyrata      |
|  |                |
|  | S. officinalis |
|  |                |

|  | Salvia (otros miembros del clado I) |
|  |                                     |

|  | S. lyrata      |
|  |                |
|  | S. officinalis |
|  |                |

|  | S. taraxacifolia |
|  |                  |
|  | S. verticillata  |
|  |                  |

|  | Salvia (otros miembros del clado I) |
|  |                                     |

|  | S. lyrata      |
|  |                |
|  | S. officinalis |
|  |                |

|  | Salvia (otros miembros del clado I) |
|  |                                     |

|  | S. lyrata      |
|  |                |
|  | S. officinalis |
|  |                |

|  | S. taraxacifolia |
|  |                  |
|  | S. verticillata  |
|  |                  |

|  | \| \| Salvia abrotanoides (← P. abrotanoides) \| \| \| \| \| \| S. yangii (← P. atriplicifolia) \| \| \| \| |
|  | |
|  | Salvia rosmarinus (← Rosmarinus officinalis)                                                                |
|  | |
|  | Salvia abrotanoides (← P. abrotanoides)                                                                     |
|  | |
|  | S. yangii (← P. atriplicifolia)                                                                             |
|  | |

|  | Salvia abrotanoides (← P. abrotanoides) |
|  |                                         |
|  | S. yangii (← P. atriplicifolia)         |
|  |                                         |

Por mucho tiempo se creyó que el género Salvia (de la familia Lamiaceae) era monofilético, de acuerdo con la estructura similar del estambre. Varios géneros más pequeños, como Dorystaechas, Perovskia y Meriandra, fueron incluidos en la tribu Mentheae, pero se consideró que estaban muy relacionadas entre sí. En 2004, un estudio de filogenia molecular basado en dos genes de ADNcp (rbcL y trnL-F) demostró que Salvia no es monofilético, sino que comprende tres clados identificables. El clado I está más estrechamente relacionado con Perovskia que con otros miembros de Salvia.
La salvia rusa ha sido tema de estudios que buscan aclarar las relaciones filogenéticas dentro de Mentheae. La investigación adicional combinó análisis palinológico de granos de polen con la secuencia rbcL para proporcionar mayor información en la relación entre Perovskia y el clado I de Salvia. Los estudios diferenciaron a S. yangii y S. abrotanoides, al tiempo que confirmaron una relación estrecha. Más tarde, un estudio multigénico (que utilizó cuatro marcadores de ADNr y dos de ADNcp) redefinió varias partes del cladograma de Mentheae y estableció a Rosmarinus como grupo hermano de Perovskia.

### Cultivares

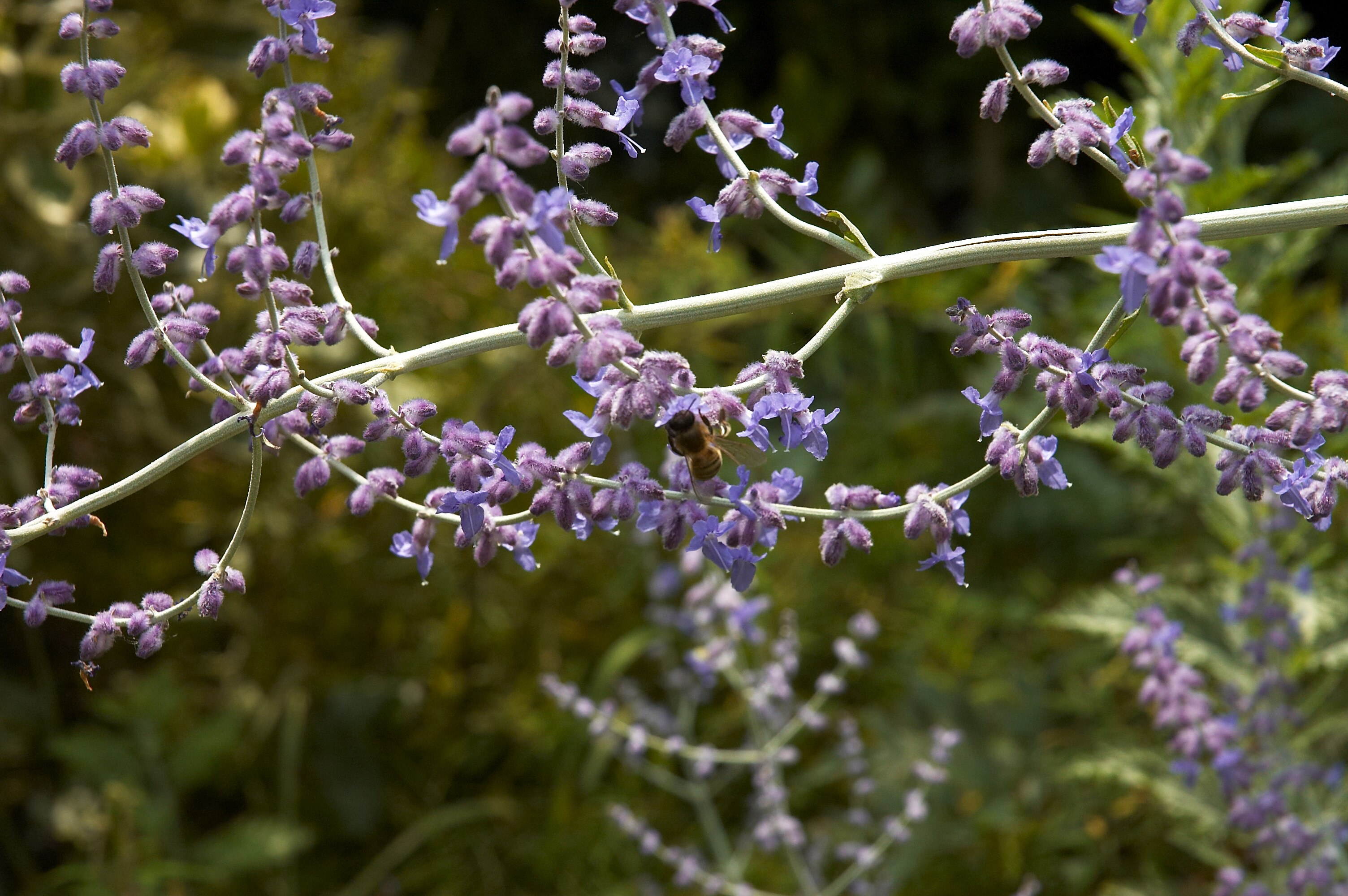
Cultivar «Blue Spire».

Se han desarrollado varios cultivares de la especie; estos pueden distinguirse principalmente por la altura de las plantas adultas y la profundidad de las incisiones en el borde de las hojas. De hecho, muchos de estos cultivares, especialmente aquellos con hojas con profundas incisiones, podrían ser híbridos de S. abrotanoides y S. yangii. En ese sentido, algunos pueden denominarse con el nombre híbrido Perovskia ×hybrida.
Los botánicos sospechan que el cultivar más común, «Blue Spire», sea un híbrido. Fue seleccionado de plantaciones alemanas por la empresa británica Notcutts Nurseries y exhibida por primera vez en 1961. Este cultivar puede crecer hasta 1.2 m y tiene flores grandes de color azul oscuro. En 1993, la empresa recibió el Galardón al Mérito en Jardinería de la Real Sociedad de Horticultura.
«Filigran» alcanza una altura de 1.2-1.3 m (ligeramente más alto y de contextura robusta); en alemán este nombre es equivalente a filigrana, en referencia a su encaje similar al follaje de un helecho. «Little Spire» es más corto y en la madurez alcanza una altura de solo 0.6 m. «Longin» tiene una altura parecida a la de «Blue Spire», pero con una postura más vertical. El horticultor Allan Armitage creó el cultivar «Mystery of Knightshayes» con floración tardía a partir de una ejemplar en el condado de Knightshayes. Entre otros cultivares están «Blue Haze», «Blue Mist», «Hybrida» (también llamado «Superba»), «Lace», «Lisslit», «Rocketman» y «WALPPB».

### Especies similares
Los autores reconocen nueve especies en Salvia subg. Perovskia. S. abrotanoides habita gran parte de la distribución geográfica de la salvia rusa, pero se distingue por sus hojas bipinnadas, incluso pueden producirse híbridos entre estas especies de forma natural. S. scrophulariifolia, cuya área de distribución natural se restringe solo al Turquestán, tiene una postura menos erguida; en algunos especímenes hay flores blancas. Mientras que las flores de P. scabiosifolia son amarillas.

## Distribución, hábitat y ecología
Crece en el oeste de China, noroeste de la India, Pakistán, Afganistán, Irán, Turquía y partes de Europa Oriental. Se encuentra en las estepas y laderas y crece a elevaciones mayores en las regiones montañosas, como en los Himalayas. Se ha encontrado a 3000 m s. n. m. en el Karakórum. En el distrito de Quetta de Pakistán, se encuentra en asociación con la hierba Chrysopogon aucheri y puede servir como una especie indicadora de suelos con bajos niveles de carbonato de calcio o con cloruro disponible.
Los hábitats asiáticos preferidos por la especie son comparables a las estepas de artemisia de América del Norte. En algunas partes de su área de distribución, como Harboi (Pakistán), estos ecosistemas esteparios se emplean como pastizales para los animales de pastoreo, como ovejas y cabras, aunque el forraje de estas zonas es de mala calidad nutricional. La salvia rusa puede servir como una fuente importante de fósforo y zinc para esos animales, pero las concentraciones pueden ser mayores en material poco digerible como fibra insoluble en detergentes neutros (neutral detergent fiber) o lignina.

## Cultivo
A finales de 1837, el general ruso Vasili Alekséyevich Perovski comandó una unidad del Ejército Imperial Ruso en Afganistán, donde posiblemente se encontró con la salvia rusa. Perovski introdujo la especie en los jardines europeos y desde entonces se ha cultivado activamente. Luego de su introducción en el Reino Unido en 1904, el jardinero irlandés William Robinson se sintió fascinado por la planta, a la que describió como «digna de un sitio en los jardines más selectos por su hábito grácil y temporada prologada de belleza». La Real Sociedad de Horticultura documentó la creación de muchos cultivares, comenzando con P. «Hybrida» (que fue seleccionado en un vivero de Hampshire en la década de 1930). A finales de la década de 1980 y principios de 1990, la salvia rusa había ganado mucha popularidad y, en 1995, fue seleccionada como Planta del Año por la Perennial Plant Association de los Estados Unidos.
El cultivar Blue Spire recibió el Galardón al Mérito en Jardinería de la Real Sociedad de Horticultura.

### Siembra y cuidados
S. yangii es una planta perenne que se adapta a una amplia gama de condiciones climáticas; por ejemplo, prefiere la luz solar. Los ejemplares plantados en lugares parcialmente sombreados tienden a desparramarse o fracasar en su crecimiento, aunque este comportamiento puede controlarse en cierta medida con el despunte (pinching) de los brotes jóvenes o colocando cerca un soporte del que la planta puede apoyarse. La floración solo ocurre en un nuevo crecimiento. Recortar las plantas a 5-15 cm aproximadamente en la primavera boreal brinda mejor crecimiento y floración en cultivos posteriores.

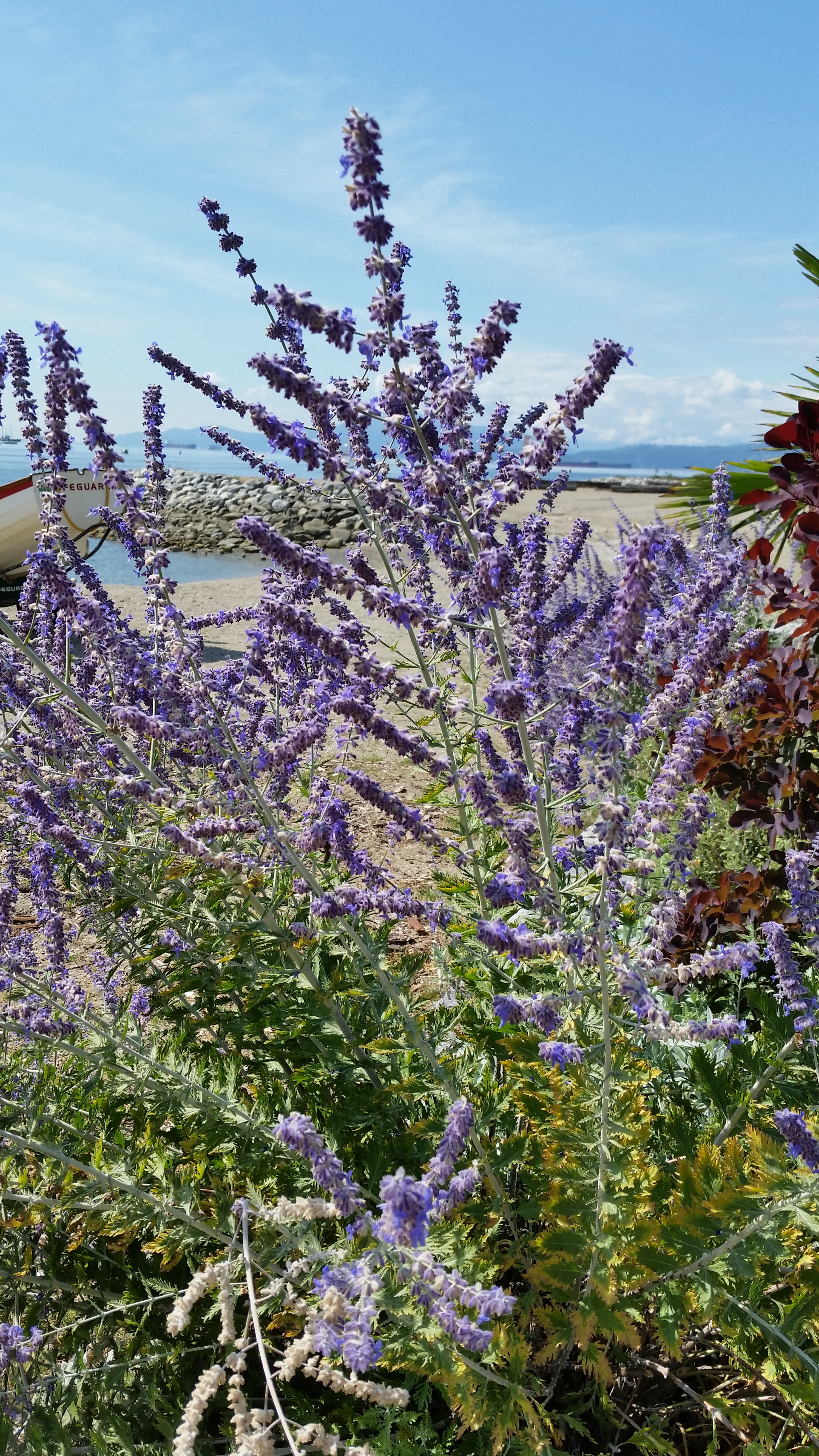
Una salvia rusa en las costas de Vancouver.

La salvia rusa tolera temperaturas altas y bajas. En América del Norte crece en tres a nueve zonas de rusticidad del Departamento de Agricultura de los Estados Unidos, aunque algunos cultivares pueden ser más apropiados que otros a temperaturas extremas. Se cultiva con éxito desde el suroeste, norte y este de los Estados Unidos y cerca de la frontera canadiense-estadounidense en Ontario y Quebec. En los sitios más fríos de las anteriores regiones puede necesitar una protección considerable para sobrevivir el invierno boreal. En el Reino Unido, la Real Sociedad de Horticultura le asignó el nivel de rusticidad H4, lo que indica que tolera temperaturas tan bajas como -10 a -5 °C y es resistente a los inviernos boreales habituales en la mayor parte del país.
También tolera muchas condiciones del suelo. Si bien los ejemplares jóvenes rinden mejor cuando se plantan en una mezcla de turba y arena o perlita, la salvia rusa puede vivir en suelo arenoso, calizo o franco o muy arcilloso con drenaje suficiente. Puede soportar un amplio rango de pH en el suelo, así como la exposición directa a lugares con mucha sal cerca de los océanos. Su raíz primaria perfora en lo profundo de la tierra, lo que permite que sea muy resistente a la sequía; por esta razón es muy empleada en los cerorriegos del Oeste Intermontañoso de los Estados Unidos. El exceso de riego y la fertilización excesiva pueden dañar sus raíces y originar un rápido deterioro de la salud; caso contrario, se mantiene libre de patógenos vegetales. En el cultivo es raro escogerla como forraje por animales de pastoreo, por lo que se considera una planta resistente a los ciervos y conejos.

### Paisajismo

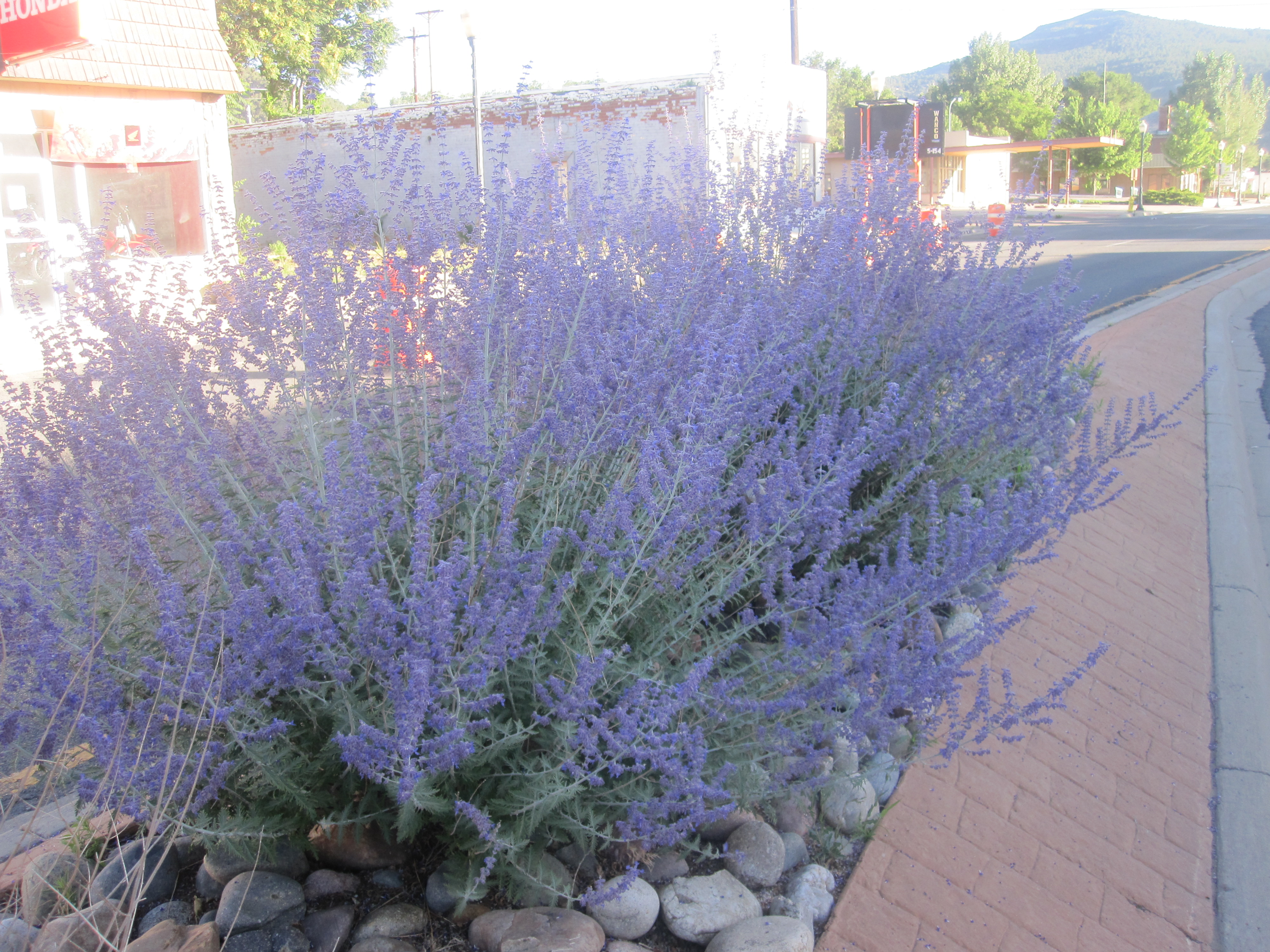
En este jardín en la calle se nota un aspecto aéreo de la planta.

Algunos autores sobre jardinería, como Gertrude Jekyll y Russell Page, han elogiado a la especie por su utilidad en parques, jardines y aplicaciones en el paisajismo. Se emplea muchas veces para enfatizar un elemento, como una «isla» en medio del césped, pero también como material de relleno dentro de otro elemento de jardinería más grande o para aumentar las zonas donde se conserva la naturalidad existente. El jardinero Troy Marden la describe como una planta con calidad «penetrante» e ideal para los bordes del jardín. Algunos expertos sugieren que separar grupos de tres plantas proporciona un mejor aspecto al paisaje. También es conveniente para jardines de macetas. Las flores atraen a las abejas, aves y mariposas y contribuye a dar colorido a los parques, tanto por el azul de sus flores al final de temporada como por el tono plateado de sus tallos en invierno boreal.

### Propagación
Por lo general, la salvia rusa se propaga por estacas. Debido a que su copa leñosa es resistente a la división, se seleccionan estacas de madera blanda a partir de brotes cercanos a la base, usualmente a finales de la primavera boreal. Las estacas de madera dura seleccionadas a mitad del verano boreal también ofrecen una propagación viable. La planta también puede cultivarse a partir de semillas. Estas requieren de una exposición al frío durante 30-160 días para germinar y los especímenes cultivados a partir de semillas no preservarán las características de los cultivares mencionados. En invernaderos o viveros comerciales, el tamaño relativamente grande y rápido crecimiento puede afectar negativamente a la calidad o hacer que el transporte sea más difícil y costoso. El uso de reguladores de crecimiento, como el cloruro de clormecuat y la daminozida puede ser más rentable que la poda a gran escala. Algunos miembros de Lamiaceae pueden propagarse sin control y convertirse en plantas invasoras. La plantación de S. yangii cerca de terrenos salvajes es desaconsejada por algunas guías de jardinería por su potencial de propagación (pero no la consideran invasiva), por lo que se ha sugerido como sustituto de la arroyuella.

## Aplicaciones

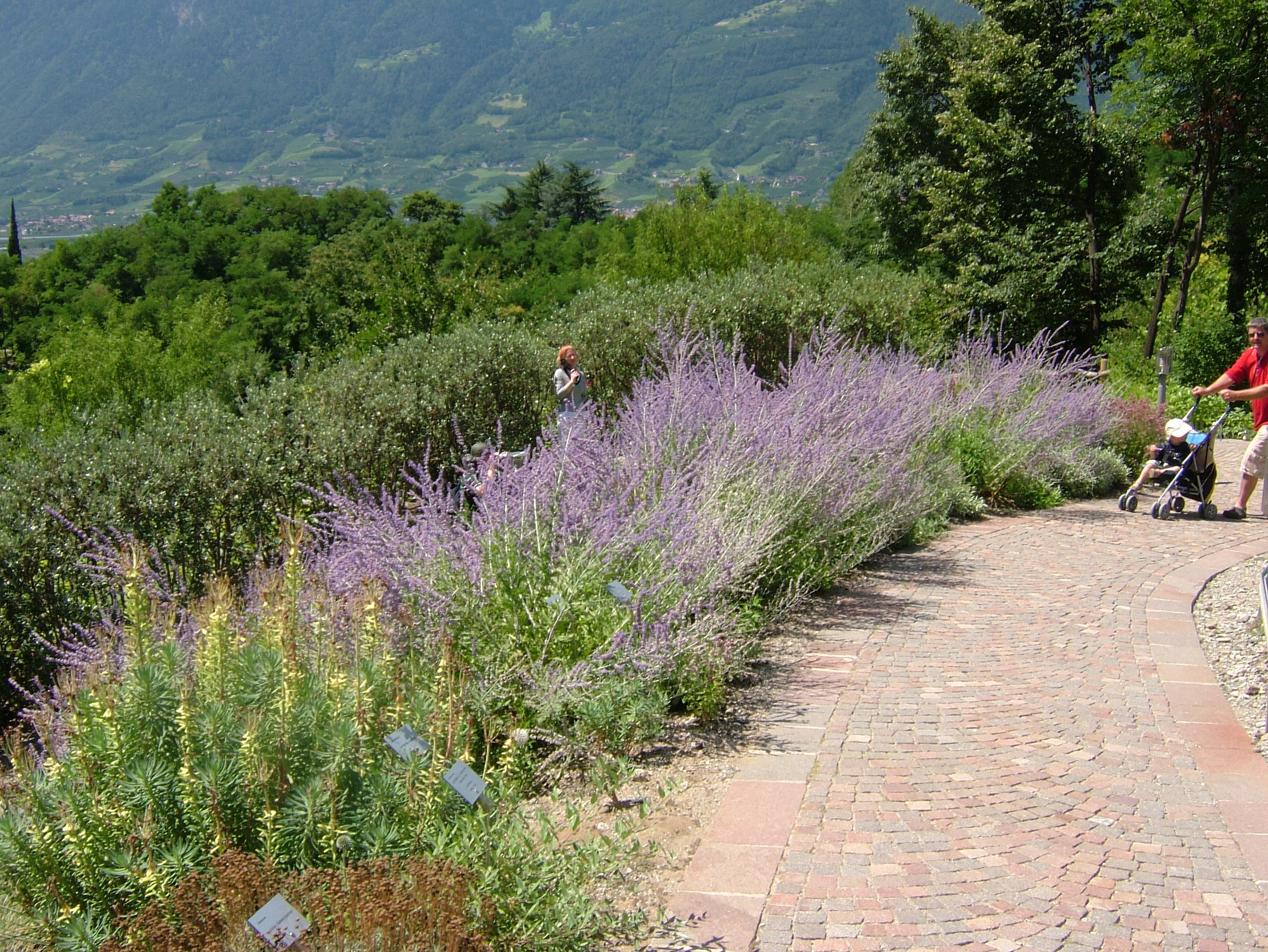
Un grupo en un sendero de los jardines del castillo Trauttmansdorff.

La planta es muy empleada en la medicina tradicional, especialmente como antipirético. Se ha usado como un antiparasitario y analgésico en el Tíbet y en otras regiones asiáticas se fuma como un euforizante. En Baluchistán, una decocción de hojas y flores es considerada como remedio para la diabetes y tratamiento para la disentería.
Además de su uso en la medicina popular, en Rusia se utiliza para dar sabor al cóctel a base de vodka. En algunas partes de Afganistán y Pakistán, incluyendo Cachemira, se consumen sus flores y para añadir sabor dulce a las ensaladas; también se pueden triturar y extraer un tinte azul para su uso en cosméticos o como colorante textil. Zamfirache et al. analizaron diversas aplicaciones en fitorremediación debido a su rápido crecimiento, tolerancia a condiciones adversas y capacidad de acumular metales pesados tóxicos de suelos contaminados.

### Fitoquímica

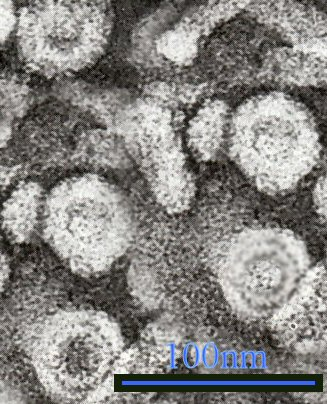
Algunas sustancias extraídas podrían inhibir la replicación del virus de la hepatitis B.

Debido a su larga tradición etnomédica, la fitoquímica de la salvia rusa ha sido tema de varios estudios científicos. El análisis del aceite esencial de la planta ha identificado más de dos docenas de compuestos químicos, aunque las sustancias detectadas y su prevalencia relativa no han sido consistentes. La mayoría de los análisis identificaron varios monoterpenos y monoterpenoides como los más dominantes, entre ellos careno, eucaliptol, limoneno, γ-terpineno y (+)-β-tuyona, pero en el Jardín Botánico de la Universidad de Turín el aceite esencial de una muestra mostraba que el alcanfor era su componente más prevalente. También están presentes otros compuestos monoterpenos, como el canfeno, α-pineno y β-pineno, así como algunos sesquiterpenos como γ-cadineno, δ-cadineno, trans-cariofileno y α-humuleno. Varios alcoholes terpenoides (borneol, cedrol y mentol) se han extraído de S. yangii, al igual que los ácidos cafeico y ferúlico. Los científicos han logrado aislar compuestos más complejos, algunos de los cuales fueron identificados por primera vez en esta especie, como el perovskateno, los glucósidos atriplisidos A y B y las atricinas A y B (un par de triterpenos similares al oleanano). Se han aislado cuatro glucósidos diterpenoides a través de extracción.
El aceite esencial tiene propiedades antimicrobianas in vitro y puede actuar como biopesticida, en especial ante la especie de escarabajos longicornios Tropidion castaneum y de hormigas carpinteras Camponotus maculatus. Se investigaron varios terpenoides aislados en S. yangii por sus posibles efectos inhibitorios sobre el virus de la hepatitis B. Su uso tradicional como un antiinflamatorio se ha atribuido a la capacidad del lignano (+)-taxiresinol y otras cinco sustancias para actuar como antagonistas de los leucotrienos. El ácido isorínico, derivado de perovskoato, también podría ofrecer un efecto antiinflamatorio como un inhibidor de la araquidonato 5-lipooxigenasa. Se ha propuesto que la interacción de los receptores opioides y cannabinoides funciona como el mecanismo de los efectos analgésicos reportados tradicionalmente.